# Tragedy Khadafi
Percy Chapman, (nacido el 18 de agosto de 1971, en Queens, Nueva York, EUA) más conocido como Tragedy Khadafi, y antes como Intelligent Hoodlum, es un rapero estadounidense proveniente de los bloques de viviendas de Queensbridge en Queens, Nueva York, hogar de otros aclamados raperos como Nas, Cormega, Mobb Deep, Capone-N-Noreaga, y muchos otros. Su nombre hace referencia al jefe de Estado libio Muammar al-Gaddafi, también conocido como Omar Qaddafi.

## Carrera
Comenzó su carrera como parte del dúo Super Kids, junto a Hot Day, lanzando el sencillo "Go Queensbridge" en 1985. Por esto los conoció Marley Marl, quien produjo los siguientes dos singles del dúo, y Chapman se hizo miembro de la Juice Crew junto a artistas como Big Daddy Kane, Kool G Rap y MC Shan.
Después de estar encarcelado por robo, seguido de un tiempo en un correccional, Chapman se convirtió al Islam, y comenzó a trabajar bajo el alias Intelligent Hoodlum. 
Su álbum debut Intelligent Hoodlum, lanzado en 1990 y producido por Marley Marl, estuvo lleno de comentarios políticos, retórica del Five Percenter Nation, y mensajes controvertidos en canciones como "Arrest the President" y "Black and Proud".
Retornó en 1993, lanzando su segundo álbum titulado Tragedy: Saga of a Hoodlum, que sería su último álbum bajo el nombre Intelligent Hoodlum.
Chapman continuo grabando el resto de la década de los 90s, trabajando con Capone, Noreaga y Mobb Deep en la canción "LA, LA", una respuesta a "NY, NY" del grupo Tha Dogg Pound, pero ahora bajo el nombre de Tragedy Khadafi.
También trabajó en el álbum debut de Capone-N-Noreaga, llamado The War Report, en el cual apareció incluso más que el miembro oficial del grupo Capone.
Cuando Capone volvió a prisión, Noreaga se distanció de Tragedy, Tragedy respondió a esto con el Iron Sheiks EP, en el cual ataca a Noreaga y lo acusa de robarle su estilo. Noreaga mantuvo la animosidad con la canción "Halfway Thugs Pt. II".
El tercer álbum de Khadafi, titulado Against All Odds, estaba programado para lanzarse en 1999, pero por conflictos con la discográfica no se lanzó sino hasta finales de 2001. Este álbum fue también en donde apareció por primera vez el rapero Headrush Napoleon, quien continúo trabajando con Tragedy.
Fue seguido por Still Reportin'... en 2003, y en 2005, lanzó Thug Matrix independientemente y su álbum de grupo con Killah Priest, Hell Razah y Timbo King: The Black Market Militia.
En 2006 salieron a la venta Blood Ballads (recopilatorio) y Thug Matrix 2.
También hizo un documental llamado Tragedy: The Story of Queensbridge, que relata su vida y sus problemas, su crecimiento, su unión a la Juice Crew, las numerosas veces que fue encarcelado, y la dura vida que tuvo creciendo como un niño afroamericano pobre, sin padre y con una madre adicta a la heroína.
Inmerso en instrumentales ideales para sus letras y melodías que sumergen en el tono de las situaciones que describe, él intenta mostrar la lección que aprendió a través de la experiencia como niño con menos oportunidades.
Percepciones políticas también son expresadas, como él dice, es un escéptico de los atentados del 9/11 y de la veracidad de las declaraciones federales respecto al hecho.
En 2007 se lanzó The Death Of Tragedy, y un álbum doble conteniendo sus dos primeros trabajos más bonus tracks. Ese mismo año, el 27 de diciembre, Tragedy fue encarcelado por tráfico de drogas y fue sentenciado a 4 años en prisión. Su liberación está prevista para el 21 de enero de 2011.

## Discografía
| Información del álbum                                                                                                |
| --- |
| Intelligent Hoodlum - Lanzado: 1990 - Discográfica: A&M Records/PolyGram Records                                     |
| Tragedy: Saga of a Hoodlum - Lanzado: 22 de junio de 1993 - Discográfica: Tuff Break/A&M Records/PolyGram Records    |
| Against All Odds - Lanzado: 5 de junio de 2001 - Discográfica: Gee Street Records/V2 Records/Bertelsmann Music Group |
| Still Reportin'... - Lanzado: 21 de octubre de 2003 - Discográfica: Solid Records                                    |
| Thug Matrix - Lanzado: 4 de octubre de 2005 - Discográfica: FastLife Music                                           |
| Blood Ballads - Lanzado: 17 de abril de 2006 - Discográfica: Nocturne Records                                        |
| Thug Matrix 2 - Lanzado: 15 de mayo de 2006 - Discográfica: 25 To Life Records                                       |
| The Death of Tragedy - Lanzado: 19 de junio de 2007 - Discográfica: Traffic Entertainment/25toLife                   |